# Diestiaan
Het Diestiaan of Diestien is een verouderde naam voor een etage uit de Belgische stratigrafie. De term Diestiaan kon gebruikt worden voor de formaties van Kattendijk, Kasterlee en Diest en andere formaties met dezelfde ouderdom. De term kon ook slaan op het geologisch tijdperk waarin deze formaties gevormd werden.

## Huidige namen
Tegenwoordig gebruikt men wanneer men het over de gesteentelagen van deze formaties heeft liever de lithostratigrafische namen van de formaties. Wanneer men het over de tijd waarin deze gevormd werden heeft, gebruikt men liever de geochronologische namen die internationaal vastgelegd zijn in plaats van de lokale Belgische naam Diestiaan. Het Diestiaan komt overeen met de tijdperken Tortonien, Messinien en Zanclien (onderverdelingen van het Laat-Mioceen tot Vroeg-Plioceen, 11,6 tot 3,6 miljoen jaar geleden) uit de internationaal gebruikte geologische tijdschaal.

## Oorsprong van de oude naam
De term Diestiaan werd ingevoerd door de Belgische geoloog André Hubert Dumont in 1839. Toen de naam Antwerpiaan werd ingevoerd voor de hogere delen van de Formatie van Kattendijk werd het Diestiaan beperkt in omvang. De naam Deurniaan is wel gebruikt voor de onderste gedeelten van het Diestiaan, maar tegenwoordig is ook deze naam in onbruik geraakt.